# BurgerTime
BurgerTime (バーガータイム), a volte scritto Burger Time, è un videogioco arcade a piattaforme giapponese del 1982, creato dalla Data East Corporation per il DECO Cassette System e convertito per numerose piattaforme casalinghe. Il videogioco pone il giocatore nei panni dello chef "Peter Pepper", il quale deve far precipitare su dei vassoi, camminandovi sopra, gli strati che compongono vari hamburger, evitando nel contempo i personaggi che gli danno la caccia all'interno del labirinto.
BurgerTime ebbe molto successo nelle sale giochi, nonostante la sua elevata difficoltà.
Le versioni per console ColecoVision e Intellivision in particolare sono ricordate come fedeli e ottime conversioni, e uno dei giochi più venduti per Intellivision.
In Giappone il gioco fu dapprima intitolato Hamburger, ma fu poi rinominato BurgerTime prima di essere introdotto negli USA.
In USA ed Europa la Data East autorizzò la Bally Midway alla distribuzione di Burgertime in versione non basata sul DECO, ma sostanzialmente identica. Le due versioni del gioco possono essere distinte dal nome del produttore nei titoli di presentazione sullo schermo.

## Modalità di gioco
Lo scenario è a piattaforme, composto da scale a pioli e ripiani su cui giacciono enormi strati di hamburger (pane, carne tritata, pomodori, lattuga e formaggio). Gli strati sono sistemati verticalmente, cosicché possano cadere direttamente l'uno sull'altro.
Lo scopo del giocatore è di ultimare gli hamburger tramite il controllo dello chef, che dovrà camminare al di sopra dei predetti strati. Quando il giocatore ha calpestato l'intero strato, questo precipita al piano sottostante. Se quest'ultimo è occupato da un altro strato, questo a sua volta cade al livello inferiore. Quando tutti gli strati degli hamburger saranno giunti nel vassoio posto al di sotto, l'hamburger è completo. Allorché tutti gli hamburger sono ultimati, si supera il livello.
Mentre compone gli hamburger, il giocatore deve eludere i nemici, ossia cibi animato dotato di gambe, che possono essere di tre tipi: Mr. Hot Dog (i più comuni e meno pericolosi), Mr. Pickle (dall'inglese: "sottaceto") e Mr. Egg (dall'inglese: "uovo"). I nemici possono essere temporaneamente eliminati se rimangono schiacciati dalla caduta dei diversi strati; essi però si rigenereranno ai bordi dello schermo in pochi secondi. Il giocatore può anche attirare i nemici sopra uno strato semicalpestato e quindi finirlo, facendolo precipitare; il peso dei nemici farà cadere lo strato di qualche piano e i nemici rimarranno tramortiti per alcuni secondi.
Il giocatore dispone di una scorta limitata di pepe nero, che può essere spruzzato a breve distanza sui nemici per stordirli e renderli inoffensivi per pochi istanti. Dosi aggiuntive di pepe possono essere ottenute raccogliendo cibi bonus (caffè, gelato, patatine fritte), che appaiono al centro del labirinto ogniqualvolta un certo numero di strati è precipitato.
Ogni livello diventa sempre più difficile, con nemici sempre più numerosi e veloci e labirinti più impegnativi (nella versione arcade ce ne sono 6 diversi), in cui lo chef può rimanere facilmente intrappolato in un angolo e ha maggiori difficoltà a raggiungere gli strati degli hamburger.

## Accoglienza
| Testata               | Versione      | Giudizio |
| --------------------- | ------------- | -------- |
| Electronic Games      | Intellivision | 4/5      |
| Zzap!                 | Game Boy      | 90%      |
| 1UP.com               | NES           | 36%      |
| Nintendo Life         | Wii           | 6,5/10   |
| PC Magazine           | PC Booter     | 6/18     |
| The Video Game Critic | Colecovision  | A        |
| The Video Game Critic | Atari 2600    | D-       |

In Giappone, Game Machine ha indicato Hamburger come l'undicesimo videogioco arcade con il maggior incasso del 1982. Game Machine ha successivamente elencato BurgerTime nel numero del 15 giugno 1983 come il ventitreesimo gioco arcade da tavolo di maggior successo del mese.
Dopo il suo debutto nordamericano allo spettacolo Amusement & Music Operators Association (AMOA) nel novembre 1982, è stato recensito dalla rivista Video Games, che lo ha elencato come il quarto miglior gioco dello show, dicendo che era il "gioco più sciocco e stupido di sempre, ed è per questo che non potevi togliere la gente dai giochi Burger Time neanche con un piede di porco!" La recensione ha elogiato la musica, i labirinti impegnativi e i personaggi comici.
Computer and Video Games ha dato una recensione positiva all'arcade, confrontando la struttura dei livelli con Donkey Kong (1981), affermando che BurgerTime ha "un fascino tutto suo" e lodandone i controlli. La rivista Computer Games ha dato alle versioni ColecoVision e Coleco Adam una recensione positiva, affermando che "il sapore fantastico" del gioco arcade rimane ma "il campo di gioco è stato notevolmente ridotto". Zzap! lo ricordò come il gioco che ha divertito un'intera generazione in occasione dell'uscita per Game Boy; anche quest'ultima fu molto apprezzata, nonostante la semplicità, soprattutto dal punto di vista della giocabilità.
BurgerTime ha ricevuto un certificato di merito nella categoria "Videogioco dell'anno 1984 (meno di 16K ROM)" alla quinta edizione degli Arkie Awards.

## Serie

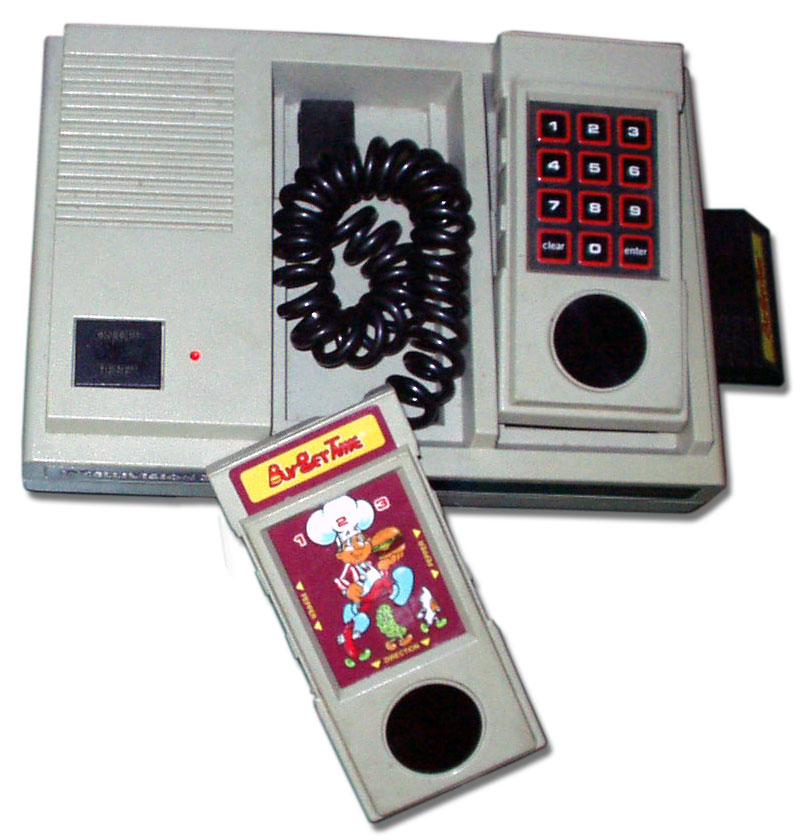
Immagine di una console Intellivision con la cartuccia del gioco inserita

Il successo di Burgertime consentì la conversione dello stesso per diversi home computer e console: Apple II, Atari 2600, ColecoVision, Commodore 64, PC booter, Intellivision, Mattel Aquarius, MSX, NES e TI-99/4A.
L'ufficialità della versione Commodore 64, prodotta dalla Interceptor Micros, è dubbia, e sembra probabile che sia un'imitazione non autorizzata.
Molti furono i cloni non dichiarati per home computer, come Mr. Wimpy e Barmy Burgers.
Nel 1991 una versione del gioco è stata realizzata anche per il Nintendo Game Boy, con il titolo Burger Time Deluxe; questa versione aggiunge la possibilità di sfidare un avversario collegando due console. Fu poi riproposta per Nintendo 3DS su Virtual Console.
Il gioco è incluso all'interno di una raccolta di giochi della Midway (Arcade's Greatest Hits: The Midway Collection 2) per la PlayStation.
Il primo seguito di Burgertime, Pizzatime, era in fase di sviluppo come arcade e per Intellivision, ma non fu mai realizzato. Il seguito per Intellivision fu Diner (1987).
Burgertime ha avuto due sequel in ambito arcade: Peter Pepper's Ice Cream Factory (1984) e Super BurgerTime (1990), non paragonabili per successo. Super BurgerTime consente a due giocatori di giocare contemporaneamente ed è molto simile a Burgertime, sebbene con particolari diversi e una grafica migliore.
Un remake del gioco è stato realizzato nel 2000 per il Game Boy Color, usando i personaggi de I Flintstones (Burgertime in Bedrock).
Nel 2009 uscì BurgerTime Deluxe per Windows, Macintosh e iOS, con nuovo design dei livelli (non è correlato allo storico Deluxe per Game Boy).
Nel 2011 è uscito BurgerTime World Tour, un seguito tridimensionale per PS3, Wii e Xbox 360.
Nel 2019 è uscito BurgerTime Party! per Nintendo Switch.